# Немного солнца в холодной воде
«Немного солнца в холодной воде» (фр. Un peu de soleil dans l’eau froide) — роман французской писательницы Франсуазы Саган, написанный в 1969 году. Впервые напечатан в издательстве «Фламмарион» (1969). На русском языке впервые опубликован в журнале «Иностранная литература» (1972, № 3, перевод Н. Немчиновой). В основе сюжета — история журналиста, пребывающего в депрессии, и любящей его женщины.

## Сюжет
Действие романа начинается весной 1967 года. Тридцатипятилетний парижский журналист Жиль Лантье погружён в депрессию: его не интересуют работа в газете, недописанная книга, вечеринки у друзей, утомляет подруга Элоиза. Доктор, к которому обращается Лантье, советует пациенту на время сменить обстановку. Жиль отправляется к сестре, живущей в Лимузене. Там происходит встреча героя с Натали Сильвенер — женой местного судейского чиновника. Стремительный роман с Натали помогает Жилю избавиться от апатии; к нему возвращается вкус к жизни.
Осенью вернувшийся в Париж Лантье получает должность редактора международного отдела в своей газете и начинает новую жизнь вместе с Натали, которая ради любимого оставляет мужа. Идиллия длится недолго: спустя несколько месяцев становится понятно, что цельная и прямолинейная Натали, любящая французскую и русскую литературу, театр, музыку, не может разделять прежних увлечений Жиля. В отношениях образуется трещина, и Лантье невольно начинает стремиться к прежнему одиночеству.
В один из дней Жиль приглашает в гости друга и коллегу Жана, которому признаётся, что жизнь с любимой начинает его тяготить. В разгар беседы появляется Натали. Она спокойно сообщает, что ей нужно отлучиться, и уходит из дома. В полночь Лантье узнаёт, что Натали попала в больницу после приёма большой дозы снотворного. Попытки врачей спасти женщину ни к чему не приводят; она умирает, оставляя Жилю записку со словами любви.

## История создания
К работе над романом «Немного солнца в холодной воде» Франсуаза Саган приступила в 1968 году, когда, приехав на юг Ирландии, поселилась вместе с близкими в заброшенном особняке. Дом, по воспоминаниям писательницы, был открыт всем ветрам, и окружающий пейзаж казался далёким от картин французской провинции, в которой развивается значительная часть действия романа. Однако, как утверждал журналист и биограф Саган Лами Жан-Клод, контраст между видом из окна и лимузенским ландшафтом, описываемым в романе, не смущали Франсуазу: «Её вдохновение никак не было связано с окружавшей её атмосферой».
По вечерам красные затухающие огоньки торфа вынуждали нас проводить бесконечные часы, уставившись в потолок, с ледяными ногами и пылающим носом. Уж не суровый ли и изменчивый климат подсказал мне фразу, относящуюся к разочарованному в жизни молодому человеку: «Что касается Натали Сильвенер, то она с первого взгляда полюбила его».
Продолжение было написано в Шринагаре (Индия), где обстановка опять-таки была далёкой от романной панорамы. Из резиденции, в которой жила писательница, «открывался вид на руины за́мка». В работе Франсуазе помогала её секретарь Изабель Хельд, перепечатывавшая на машинке подготовленные рукописи и стенографировавшая авторские «импровизации». Хельд рассказывала, что Саган «думает необыкновенно быстро. Когда персонаж вдруг начинает в ней жить, нужно немедленно удовлетворить все потребности Франсуазы, она требует полной отдачи».

## Художественные особенности
В название романа заложена строка из стихотворения Поля Элюара «И я вижу её, и теряю её, и скорблю, / И скорбь моя подобна солнцу в холодной воде». Писательница признавалась, что эта поэтическая фраза «прекрасно определяла… атмосферные и душевные волнения, происходившие в то время». По мнению литературоведов, уже в заголовке раскрыт основной посыл автора: «солнце настоящей любви озаряет, но не может согреть „холодную воду“».
Знакомство с журналистом Жилем Лантье начинается в тот момент, когда герой, как и многие представители его поколения, начинает ощущать «абсурдность и бессмысленность» собственного существования; в нём нарастает «отвращение к жизни». Сама Саган в своих воспоминаниях говорила, что описание душевного недуга, охватившего её персонажа, считает очень точным: «Эта моя книга — прежде всего добротный диагноз нервной депрессии, хотя я могу поклясться, что лишь значительно позже ощутила, что собой представляет этот бич современности».
В провинции, куда Лантье отправляется в надежде избавиться от тоски и опустошённости, происходит его встреча с Натали, которая своей самоотверженной любовью постепенно возвращает Жилю веру в то, что он ещё способен на искренние душевные порывы. Однако совместная жизнь в Париже показывает, что «Жиль чересчур затронут влиянием своей среды»; любовь Натали кажется ему «слишком серьёзной», а сама героиня в столице выглядит несовременной, наивной и провинциальной. Несмотря на то, что финал романа трагичен, он, по мнению исследователей, не несёт отпечатка безысходности: «В прозе Саган всё соразмерно, элегантно, легко».
Таким образом, после романа «Здравствуй, грусть» тема смерти вновь, но на сей раз по-иному, зазвучала на страницах моих книг, зазвучала как бы поневоле; это произошло в тот момент, когда одна мелодраматичная и невообразимая фраза (родившаяся из риторических восклицаний, отступлений и попыток представить моих героев и героинь во всем их непостоянстве) уступила место другой – напыщенной и категоричной: «Она с первого взгляда полюбила его». И эта фраза, разумеется, предопределила самоубийство героини.

## Адаптации
В 1971 году режиссёр Жак Дере снял фильм по этому произведению; Жиля сыграл Марк Порель, а Натали — Клодин Оже. Согласно воспоминаниям Саган, мелодию к картине Мишель Легран написал во время ужина у продюсера: писательница объяснила ему, какой она видит основную тему, набросала карандашом текст песни «Скажи мне», композитор сел за рояль; в итоге родилась музыка, «печальная до слёз».